# 蘇丹阿拉伯人

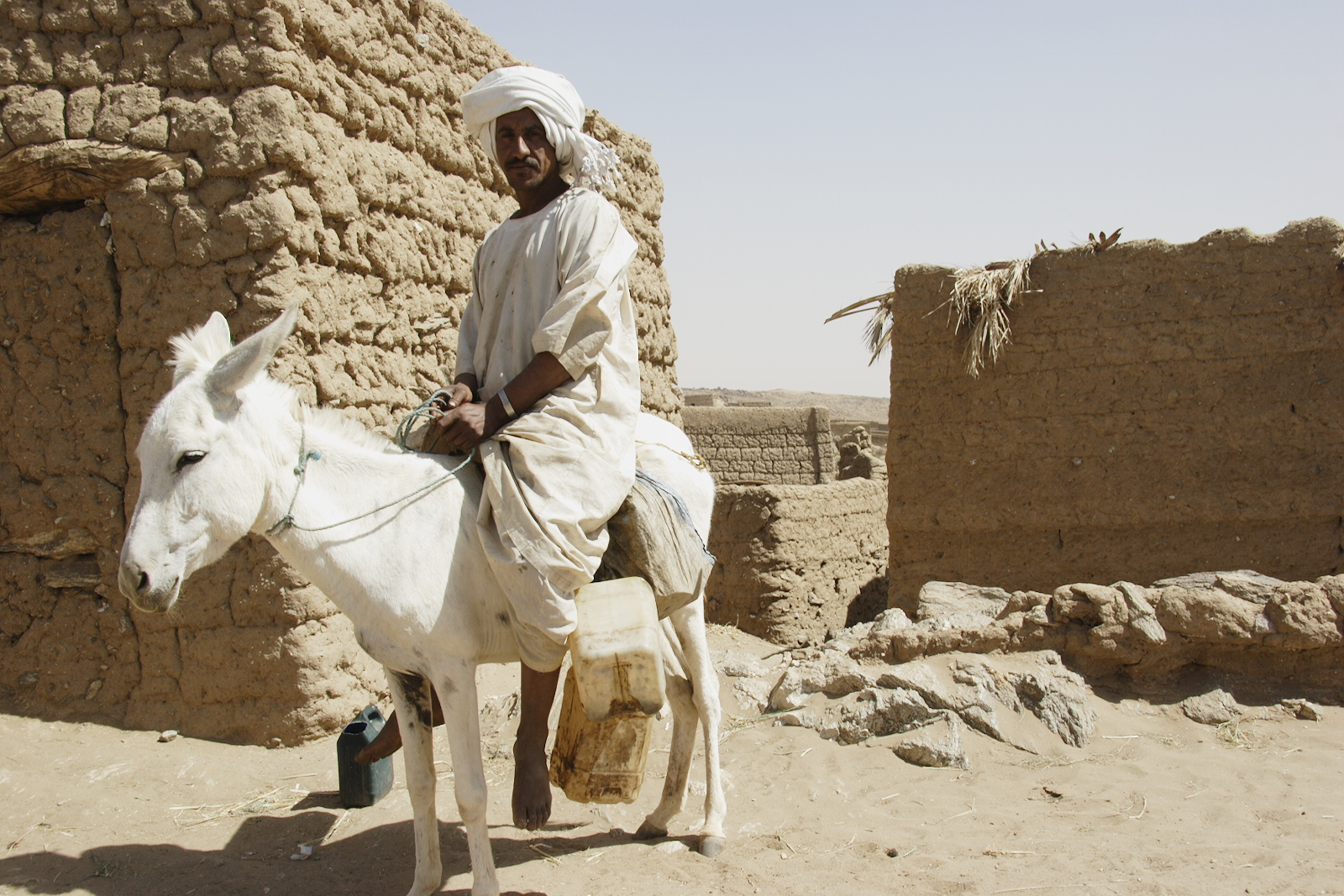
来自马纳西尔部落的苏丹阿拉伯人

蘇丹阿拉伯人，是指生活在蘇丹說阿拉伯語的多數人口，也被稱為非裔阿拉伯人。他們以穆斯林為主，其中大部分講蘇丹阿拉伯語方言。
與阿拉伯世界其他地方一樣，蘇丹的阿拉伯人一部分是來自沙特阿拉伯的貝都因人部落，但多數人是逐步被阿拉伯化的當地人。
有些蘇丹穆斯林雖也被阿拉伯化，或部分阿拉伯化，但仍保留一個獨立的非阿拉伯人身份，如努比亞人，科普特人，貝扎人。